# Souterrain von Wadbister
Das Souterrain von Wadbister liegt südlich vom Loch of Grimsetter (Grims Sitz) auf der Shetlandinsel Bressay in Schottland. Bei Souterrains wird zwischen „earth-cut“, „rock-cut“, „mixed“, „stone built“ und „wooden“ unterschieden. Das Souterrain von Wadbister ist ein „stone built“-Souterrain.
Die gut erhaltene ovale Kammer ist 1,95 m lang, 1,35 bis 1,5 m breit und 0,9 m hoch. Das Dach besteht aus großen, unregelmäßig horizontal verlegten Platten. Der Gang wurde ausgeraubt und nur das innere, etwa 4 1,35 m lange Drittel war in seinem ursprünglichen Zustand. Er ist durchschnittlich etwa 0,8 m hoch und 0,95 m breit. Eine vorstehende Platte verschmälert das innere Ende auf 0,35 m. Ein zerbrochener Mahlstein wurde in der Kammerwand wiederverwendet. Auf dem Kammerboden finden sich ein paar Steinplatten, die wahrscheinlich die ursprüngliche Bodengestaltung bilden. Die Eingangspassage ist teilweise mit Erde gefüllt, was den Zugang ins Souterrain erschwert.